# エスタディオ・アステカ
エスタディオ・アステカ (Estadio Azteca) は、メキシコのメキシコシティにあるサッカー専用スタジアムである。別名アステカ・スタジアム。

## 概要
1966年に1968年メキシコシティーオリンピックのサッカー競技会場の一つとして建設された。かつては13万1260人の収容能力を誇る世界でも巨大なスタジアムだったが、1990年に行われた改築により10万5064席、さらに2016年の50周年記念改修でメディア席などの新設工事により現在の87,000席に至っている。
現在、メキシコ代表と地元のサッカークラブであるクルブ・アメリカがホームスタジアムとして使用している。天井から螺旋状に吊り下げられているスピーカーが特徴で、午後早い時間に行われたワールドカップサッカーの試合では、センターサークル付近にスピーカーの影が映っていた。
またこのスタジアムは1970年、1986年の2度のFIFAワールドカップ開催の際はメインスタジアムとして使用され、決勝戦もこのスタジアムで行われた。
2025年3月にエスタディオ・バノルテに改称。
また、2026 FIFAワールドカップの会場として使用される予定であるが、施設命名権行使禁止規定により、会期中に限り名称は「エスタディオ・シウダ・デ・メヒコ」となる。
前述のメキシコシティオリンピックでは日本代表が地元のメキシコ代表とこのスタジアムで3位決定戦を戦い、釜本邦茂の2得点で勝利、銅メダルを獲得した。
サッカーファンの間では前者はペレらの活躍でブラジル代表が3度目の優勝を果たしジュール・リメ杯を永久保持した場所として、後者はディエゴ・マラドーナの『神の手』ゴールや『5人抜きドリブル』の活躍等によりアルゼンチン代表が2度目の世界王者に輝いた場所として知られる。
上記以外にも
- 1975年：パンアメリカン競技大会
- 1983年：FIFAワールドユース選手権
- 1999年：FIFAコンフェデレーションズカップ
- FIFAワールドカップ・北中米カリブ海予選
- CONCACAFゴールドカップ
- NFL公式戦『アリゾナ・カージナルスVSサンフランシスコ・フォーティナイナーズ』（2005年10月2日）また2016年11月21日にも『オークランド・レイダースVSヒューストン・テキサンズ』の試合がマンデーナイトで実施。

等のサッカーを中心としたスポーツの国際大会の他に、コンサート会場としても使用され、マイケル・ジャクソン、マドンナ、U2、クイーン、エルトン・ジョン、ロビー・ウィリアムズらの有名アーティスト達がここを訪れている。1999年にはローマ法王のヨハネ・パウロ2世のミサが行われた。